# Okey Isima
Okechukwu Emmanuel Isima dit Okey Isima (24 août 1956 – 18 février 2013) est un footballeur nigérian.

## Biographie
Okey Isima participe à la Coupe d'Afrique des nations 1980 et à la Coupe d'Afrique des nations 1982 avec l'équipe du Nigeria. Il remporte l'édition de 1980.
Avec l'équipe nationale il participe également aux Jeux olympiques d'été de 1980 à Moscou, aux qualifications pour la Coupe du monde 1982 et aux qualifications pour la Coupe du monde 1986.

## Palmarès
- Vainqueur de la Coupe d'Afrique des nations 1980 avec l'équipe du Nigeria